# Dal Negro (Unternehmen)
Dal Negro ist ein italienisches Unternehmen, das Spielkarten, Tarotkarten, Wahrsagekarten, Schach, Backgammon, Roulette-Räder und Spielzeug für Kinder herstellt.
Das Unternehmen hat seinen Sitz seit 2002 in Carbonera in der Provinz Treviso.
Seine Ursprünge gehen auf das Jahr 1756 zurück, als eine Spielkartenfabrik im Besitz eines Österreichers in 
Treviso. 1928 wurde sie von der Familie Dal Negro gekauft. Mit der Gründung der Kapitalgesellschaft „Teodomiro Dal Negro – Fabbricca carte da gioco S.r.l.“ entstand 1939 schließlich de facto die Marke Dal Negro.
Jahrzehntelang hatte das Unternehmen mehrere Standorte in Treviso, bevor es sich 2002 am neuen Standort in Carbonera niederließ. Im Jahr 2003 kaufte das Unternehmen den Konkurrenten Masenghini, welcher sich auf Spielkarten für professionelle Spieler konzentrierte. Im darauf folgenden Jahr erwarb es das Mailänder Unternehmen NTP, das Casino-Karten herstellt. Trotz des Kaufes, werden die Marken separat vertrieben.
In den letzten Jahren hat das Unternehmen die Produktion von Tarot-Decks erhöht, zu denen auch ein Deck des Literaturnobelpreisträgers Dario Fo gehört.
Im Jahr 2009 erweiterte das Unternehmen seine Geschäftstätigkeit, indem es mit der Produktion von Holzspielen für Kinder begann, das Exklusivrecht für den Import von Lego-kompatiblen Steinen des polnischen Unternehmens Cobi erwarb und Engino-Spiele aus Zypern importierte.